# 7 رمضان
- السبت
- الأحد
- الاثنين
- الثلاثاء
- الأربعاء
- الخميس
- الجمعة

- 11 مارس 2025
- 22 مارس 2025
- 33 مارس 2025
- 44 مارس 2025
- 55 مارس 2025
- 66 مارس 2025
- 77 مارس 2025
- 88 مارس 2025
- 99 مارس 2025
- 1010 مارس 2025
- 1111 مارس 2025
- 1212 مارس 2025
- 1313 مارس 2025
- 1414 مارس 2025
- 1515 مارس 2025
- 1616 مارس 2025
- 1717 مارس 2025
- 1818 مارس 2025
- 1919 مارس 2025
- 2020 مارس 2025
- 2121 مارس 2025
- 2222 مارس 2025
- 2323 مارس 2025
- 2424 مارس 2025
- 2525 مارس 2025
- 2626 مارس 2025
- 2727 مارس 2025
- 2828 مارس 2025
- 2929 مارس 2025
- 130 مارس 2025
- 231 مارس 2025
- 31 أبريل 2025
- 42 أبريل 2025
- 53 أبريل 2025
- 64 أبريل 2025

7 رمضان أو 7 رمضان المُبارك أو يوم 7 \ 9 (اليوم السابع من الشهر التاسع) هو اليوم الثالث والأربعون بعد المائتين (243) من أيَّام السنة (أو الرابع والأربعون بعد المائتين لو كان شهر شعبان مُتممًا لليوم الثلاثين أو الخامس والأربعون بعد المائتين لو أتم كلاً من صفر وربيع الآخر وجمادى الآخرة وشعبان ثلاثين يوماً) وفق التقويم الهجري القمري (العربي). يبقى بعده 111 أو 112 يومًا لانتهاء السنة.

## أحداث
- 361 هـ - افتتاح الجامع الأزهر للعبادة والعلم وأُقيمت الصلاة لأول مرة فيه بالقاهرة، وهكذا صار الأزهر جامعًا وجامعة، جامعًا للعبادة، وجامعةً للعلم.
- 362 هـ- القاهرة تصبح حاضرة الدولة الفاطمية (العبيدية) حيث أعلن الخليفة المعز لدين الله القاهرة عاصمة لدولته بعد أن كانت مدينة المهدية هي حاضرة الدولة الفاطمية.
- 596 هـ - علاء الدين محمد الخوارزمي يتسلطن على كل إيران، بعد أن استعان بجماعات من المقاتلين الأتراك والمغول والإيرانيين.
- 960 هـ - القائد البحري العثماني طرغد بك يستولي على جزيرة كورسيكا ومدينة قطانية في صقلية بعد إبادته لحاميتها، وتخليصه لسبعة آلاف أسير مسلم، ثم قام بتسليم كورسيكا للفرنسيين الذين لم يستطيعوا الاحتفاظ بها طويلاً أمام الأسبان الذين سيطروا عليها في نفس العام.
- 1360 هـ - نهاية المقاومة الإيطالية في الحبشة.
- 1364 هـ - اليابان تقبل شروط الحلفاء المتعلقة بالاستسلام الحرب العالمية الثانية.
- 1405 هـ - مصرع 40000 شخص في بنغلاديش بسبب إعصار قوي.
- 1410 هـ - أوغندا والسودان توقعان معاهدة عدم اعتداء مع إلزام كل دولة بألا تسمح باستخدام أرضها للقيام بأعمال عدائية ضد الأخرى.
- 1416 هـ - العقيد إبراهيم بارع معين الصرة يطيح بأول رئيس منتخب ديمقراطيًا في النيجر مهمان عثمان.
- 1430 هـ - نجاة مساعد وزير الداخلية السعودي الأمير محمد بن نايف بن عبد العزيز آل سعود من حاولة اغتيال نفذها مطلوب أمني زعم إنه يرغب بتسليم نفسه، حيث دخل إلى مكتب مساعد الوزير الكائن في منزله بجدة وقام بعد الدخول بتفجير نفسه ليتناثر جسده إلى أشلاء، بينما لم يصب الأمير محمد سوى بجروح طفيفة، وتبنى تنظيم القاعدة في جزيرة العرب مسئولية الهجوم.
- 1437 هـ - مقتل حوالي 50 شخص وإصابة 53 شخص آخر في هجوم مسلّح على نادٍ ليلي للمثليين في أورلاندو بولاية فلوريدا تبناه تنظيم الدولة الإسلامية.
- 1439 هـ - فوز رئيس مجلس النُوَّاب اللُبناني نبيه برِّي بِولايةٍ رئاسيَّةٍ سادسة بعد أن نال 98 صوتًا نيابيًّا من أصل 128.

## مواليد
- 1269 هـ - مصطفى نجا، عالم مسلم ومتصوف لبناني.
- 1319 هـ - عزيزة أمير، ممثلة مصرية.
- 1350 هـ - محمود بخيت الربيعي، ناقد أدبي وأكاديمي مصري.
- 1366 هـ - ثروت الحسن، زوجة ولي عهد الأردن السابق الأمير الحسن بن طلال.
- 1377 هـ - مطرب فواز، ممثل سعودي.
- 1410 هـ -
  - أفراح، ممثلة كويتية.
  - ميراليم بيانيتش، لاعب كرة قدم بوسني.

## وفيات
- 224 هـ - إبراهيم بن المهدي العباسي، أخو هارون الرشيد.
- 251 هـ - سري السقطي، أحد علماء أهل السنة والجماعة ومن أعلام التصوف.
- 1377 هـ -عبد الوهاب بن محمد الفيروز، فقيه حنبلي وكاتب سعودي.
- 1404 هـ - أحمد فؤاد محيي الدين، رئيس وزراء مصر.
- 1438 هـ - محمد الراوي، عالم مسلم مصري.
- 1441 هـ - ريشي كابور، ممثل هندي .

## وصلات خارجية
- موقع قصة الإسلام: حدث في شهر رمضان.